# Live ~Legend I, D, Z Apocalypse~
Live ~Legend I, D, Z Apocalypse~ (LIVE 〜LEGEND I、D、Z APOCALYPSE〜), estilizado como LIVE ~LEGEND I, D, Z APOCALYPSE~, é o primeiro álbum de vídeo lançado pelo grupo japonês de kawaii metal Babymetal.

## Conteúdo
O álbum é composto pelos três primeiros concertos one-man live (one-man live é um termo wasei-eigo que indica um concerto realizado por um artista, isto é, sem ato de abertura) realizados pelo grupo, nos dias 6 de outubro de 2012 no Shibuya O-East (I, D, Z~Legend "I"), 20 de dezembro de 2012 no Akasaka Blitz (I, D, Z~Legend "D" Su-metal Seitansai) e 1 de fevereiro de 2013 no Zepp Tokyo (Legend "Z").

## Lançamento e recepção
O álbum foi lançado em duas edições; em 19 de outubro de 2013 em uma edição limitada de 1 500 cópias em formato de um box com três DVDs vendidos somente nas lojas Tower Records, físicas e online, e na loja Beams Japan em Shinjuku, Tóquio; e em 20 de novembro do mesmo ano em formato BD. A edição em BD estreou na 7ª posição na parada semanal da Oricon.

## Faixas
| Legend "I" 2012/10/06 at Shibuya O-East | |         |  |
| N.º                                     | Título | Duração |  |
| 1.                                      | "Babymetal Death" (BABYMETAL DEATH)                                                                        |         |  |
| 2.                                      | "Iine!" (いいね！)                                                                                         |         |  |
| 3.                                      | "Kimi to Anime ga Mitai~Answer for Animation With You" (君とアニメが見たい〜Answer for Animation With You) |         |  |
| 4.                                      | "Uki Uki Midnight" (ウ・キ・ウ・キ★ミッドナイト)                                                           |         |  |
| 5.                                      | "Onedari Daisakusen" (おねだり大作戦)                                                                      |         |  |
| 6.                                      | "Akatsuki" (紅月-アカツキ-)                                                                                |         |  |
| 7.                                      | "Doki Doki Morning" (ド・キ・ド・キ☆モーニング)                                                            |         |  |
| 8.                                      | "Head Bangya!!" (ヘドバンギャー！！)                                                                       |         |  |
| 9.                                      | "Ijime, Dame, Zettai" (イジメ、ダメ、ゼッタイ)                                                             |         |  |
| Duração total:                          | Duração total:                                                                                             | 52:00   |  |

| Legend "D" Su-metal Seitansai 2012/12/20 at Akasaka Blitz | |         |  |
| N.º                                                       | Título | Duração |  |
| 1.                                                        | "Babymetal Death" (BABYMETAL DEATH)                                                                        |         |  |
| 2.                                                        | "Kimi to Anime ga Mitai~Answer for Animation With You" (君とアニメが見たい〜Answer for Animation With You) |         |  |
| 3.                                                        | "Uki Uki Midnight" (ウ・キ・ウ・キ★ミッドナイト)                                                           |         |  |
| 4.                                                        | "White Love -Angel of Death ver.-" (Cover de Speed; solo de Su-metal)                                      |         |  |
| 5.                                                        | "Over the Future -Rising Force ver.-" (Cover de Karen Girl's)                                              |         |  |
| 6.                                                        | "Head Bangya!! -Night of 15 mix-" (ヘドバンギャー！！ -Night of 15 mix-)                                   |         |  |
| 7.                                                        | "Onedari Daisakusen" (おねだり大作戦)                                                                      |         |  |
| 8.                                                        | "Doki Doki Morning" (ド・キ・ド・キ☆モーニング)                                                            |         |  |
| 9.                                                        | "Iine!" (いいね！)                                                                                         |         |  |
| 10.                                                       | "Ijime, Dame, Zettai" (イジメ、ダメ、ゼッタイ)                                                             |         |  |
| 11.                                                       | "Head Bangya!!" (ヘドバンギャー！！)                                                                       |         |  |
| 12.                                                       | "Tsubasa wo Kudasai -Hono ver.-" (翼をください -炎 ver.-; cover de Akai Tori)                              |         |  |
| Duração total:                                            | Duração total:                                                                                             | 61:00   |  |

| Legend "Z" 2013/02/01 at Zepp Tokyo' | |         |  |
| N.º                                  | Título | Duração |  |
| 1.                                   | "Ijime, Dame, Zettai" (イジメ、ダメ、ゼッタイ)                                                             |         |  |
| 2.                                   | "Iine!" (いいね！)                                                                                         |         |  |
| 3.                                   | "Kimi to Anime ga Mitai~Answer for Animation With You" (君とアニメが見たい〜Answer for Animation With You) |         |  |
| 4.                                   | "Onedari Daisakusen" (おねだり大作戦)                                                                      |         |  |
| 5.                                   | "Akatsuki" (紅月-アカツキ-)                                                                                |         |  |
| 6.                                   | "Uki Uki Midnight" (ウ・キ・ウ・キ★ミッドナイト)                                                           |         |  |
| 7.                                   | "Catch Me If You Can" (Catch me if you can)                                                                |         |  |
| 8.                                   | "Doki Doki Morning" (ド・キ・ド・キ☆モーニング)                                                            |         |  |
| 9.                                   | "Head Bangya!!" (ヘドバンギャー！！)                                                                       |         |  |
| 10.                                  | "Babymetal Death" (BABYMETAL DEATH)                                                                        |         |  |
| 11.                                  | "Ijime, Dame, Zettai" (イジメ、ダメ、ゼッタイ)                                                             |         |  |
| Duração total:                       | Duração total:                                                                                             | 66:00   |  |

## Desempenho nas paradas musicais
| Parada (2013)                      | Melhor posição |
| ---------------------------------- | -------------- |
| Japão (Oricon Shukan Blu-ray Sogo) | 7              |

## Histórico de lançamento
| Região | Data de lançamento     | Formato | Gravadora |
| ------ | ---------------------- | ------- | --------- |
| Japão  | 19 de outubro de 2013  | DVD     | BMD Fox   |
| Japão  | 20 de novembro de 2013 | Blu-ray | BMD Fox   |